# Marian Cieplak
Marian Bogdan Cieplak (ur. 9 stycznia 1893 w Tarnopolu, zm. 19 lipca 1996 w Ocala na Florydzie) – dyplomata polski, działacz polityczny, poseł na Sejm I, II, III i V kadencji w II RP.

## Życiorys
Urodzził się 9 stycznia 1893 w Tarnopolu, w rodzinie Józefa i Zofii z Piotrowskich. Od 1 stycznia 1913 do sierpnia 1914 był członkiem Związku Strzeleckiego, w międzyczasie więziony w Starym Konstantynowie za przewożenie broszur agitacyjnych. W 1914 ukończył gimnazjum w Tarnopolu. Pracował jako nauczyciel w Krościenku. Od 1917 w POW. W 1918–1919 uczestniczył w obronie Lwowa. Podjął pracę jako nauczyciel w Nowym Targu i Skierniewicach. W 1920 jako ochotnik w Wojsku Polskim walczył na froncie wojny z Rosją. Uczestniczył w akcji plebiscytowej na Warmii i Mazurach. W 1928 ukończył studia na wydziale filozoficznym Uniwersytetu Warszawskiego. W okresie międzywojennym działał w kilku partiach ludowych (Polskie Stronnictwo Ludowe „Piast”, Polski Związek Ludowców, Związek Chłopski, Stronnictwo Chłopskie), później w Bezpartyjnym Bloku Współpracy z Rządem. Zasiadał w Sejmie RP kilku kadencji – w latach 1922–1930, 1934–1935, i 1938–1939. Pracował jako dyrektor gimnazjum w Turku (był tam również radnym i prezesem Rady Powiatowej BBWR), następnie od 1935 jako dyrektor Państwowego Liceum i Gimnazjum w Łęczycy.
Okres II wojny światowej spędził w USA. Po wojnie był naczelnikiem Wydziału Amerykańskiego Ministerstwa Spraw Zagranicznych, w latach 1947–1950 pełnił funkcję konsula generalnego w Chicago. Pozostał w USA na stałe, wykładał na Indiana University, działał w środowiskach polonijnych. W 1991 otrzymał tytuł honorowego obywatela miasta Turek.
Zmarł w wieku 103 lat.

## Ordery i odznaczenia
- Krzyż Niepodległości (4 listopada 1933)[2]
- Krzyż Walecznych
- Medal Pamiątkowy za Wojnę 1918–1921
- Krzyż Polskiej Organizacji Wojskowej